# لی بارنارد
لی بارنارد (انگلیسی: Lee Barnard؛ زادهٔ ۱۸ ژوئیهٔ ۱۹۸۴) بازیکن فوتبال اهل بریتانیا است.
از باشگاه‌هایی که در آن بازی کرده‌است می‌توان به باشگاه فوتبال کراولی تاون، باشگاه فوتبال اولدهام اتلتیک، باشگاه فوتبال کرو آلکساندرا، باشگاه فوتبال تاتنهام هاتسپر، باشگاه فوتبال ساوت‌همپتون، باشگاه فوتبال ساوتند یونایتد، باشگاه فوتبال اکستر سیتی، باشگاه فوتبال ای‌اف‌سی بورنموث، باشگاه فوتبال استیونج، باشگاه فوتبال نورث‌همپتون تاون، و باشگاه فوتبال لیتون اورینت اشاره کرد.